# Lydia Bunk
Lydia Bunk (* 1970 in Berlin) ist eine deutsche Theaterregisseurin.

## Leben und Wirken
Sie studierte an der Freien Universität Berlin Theaterwissenschaft und Philosophie. Ihre Theaterkarriere begann sie als Assistentin am Deutschen Theater (unter anderem bei Thomas Langhoff, Friedo Solter) und bei Peter Zadek. Frank Castorf engagierte sie später als Regieassistentin an die Volksbühne Berlin, wo sie mit Regisseuren wie Christoph Marthaler, Stefan Bachmann und vor allem mit Frank Castorf über mehrere Jahre hinweg zusammenarbeitete. Dort übernahm sie auch ihre erste eigenverantwortliche Regiearbeit.
Michael Helle holte sie ans Theater Aachen für eine kontinuierliche Zusammenarbeit als Regisseurin. Weitere Stationen ihrer Laufbahn sind das Südthüringische Staatstheater Meiningen, das Mecklenburgische Staatstheater Schwerin, die Landesbühnen Sachsen und das Theater Kiel.
Lydia Bunk ist zudem als Gastdozentin für Regie und Schauspiel tätig, unter anderem an der Schauspielschule „Die Etage“. An der Hochschule für Schauspielkunst „Ernst Busch“ Berlin Abteilung Regie, hielt sie ein Seminar über Frank Castorf.
Lydia Bunk war 2006 und 2007 der erste europäische Gast beim Theaterfestival Sharjah (Vereinigte Arabische Emirate). 2009 inszenierte Lydia Bunk zum ersten Mal im Ausland: „Noras Baby“ von Matias Faldbakken am Theater Odense in Dänemark.
Für die Saison 2012/2013  übernahm Lydia Bunk die künstlerische Leitung des Theaters Momentum in Odense (Dänemark). Unter dem Spielzeitmotto „Außenseiter“ entstanden in ihrer Regie drei Theaterproduktionen („BEAT“, „Die Affäre in der Rue de Lourcine“ und „IB3EN“).
Von April bis Juli 2019 war Lydia Bunk „artist in residence“ im „Swatch Art Peace Hotel“ in Shanghai und arbeitete dort an einem deutsch-chinesischen „Faust“-Projekt.
Im November/Dezember 2021 war  Lydia Bunk „artist in residence“ in der Bogliasco Foundation in Ligurien/Italien.

## Inszenierungen (Auswahl)
- 2000: Engel der Tankstelle von Edward Thomas / Volksbühne am Rosa-Luxemburg-Platz
- 2001: Clavigo von Johann Wolfgang Goethe / Theater Aachen
- 2002: Marleni von Thea Dorn / Südthüringisches Staatstheater Meiningen
- 2003: Miss Sara Sampson von Gotthold Ephraim Lessing / Theater Aachen
- 2003: Deutsche Küche (UA) von Werner Buhss / Theater Magdeburg
- 2003: Maria Magdalena von Friedrich Hebbel / Theater Aachen
- 2004: Othello von William Shakespeare / Landesbühnen Sachsen
- 2005: Das wird schon. Nie mehr lieben! von Sibylle Berg / Mecklenburgisches Staatstheater Schwerin
- 2008: Verbrennungen von Wajdi Mouawad / Theater Kiel
- 2009: Nach dem Regen von Sergi Belbel / Theater und Philharmonie Thüringen – Theater Gera
- 2009: Noras Baby von Matias Faldbakken / Odense Theater / Dänemark
- 2009: Der Mann mit dem goldenen Gebiß von Nelson Rodrigues / Volksbühne am Rosa-Luxemburg-Platz
- 2009: Verbrennungen von  Wajdi Mouawad / Euro-Studio Landgraf
- 2011: Antigone von Sophokles / Odense Theater / Dänemark
- 2012: Poe / Theaterabend über Edgar Allan Poe / Königliches Theater Kopenhagen
- 2012: Die Jungfrau von Orléans von Friedrich Schiller / Staatstheater Darmstadt
- 2012: Beat  Theaterkonzert über die Beat Generation / Teater Momentum Dänemark
- 2012: Affaeren / Die Affäre in der Rue de Lourcine von Eugene Labiche / Teater Momentum Dänemark
- 2013: Ib3en / 6 Ibsen Stücke an einem Abend / Teater Momentum Dänemark
- 2013: Kafka / Theaterabend über Franz Kafka / Königliches Theater Kopenhagen
- 2013: Clavigo / Aalborg Teater Dänemark
- 2014: Men lever man nach Shakespeares Sturm / Teater V Dänemark
- 2015: Vi elsker og ved ingenting von Moritz Rinke / Aalborg Teater Dänemark
- 2016: Moskauer Eis nach dem Roman von Annett Gröschner / Theater Magdeburg
- 2016: Pension Schöller am Theater Trier
- 2016: Höstsonaten von Ingmar Bergman / Stadsteater Göteborg Schweden
- 2018: Cabaret am Theater und Philharmonie Thüringen
- 2018: Zur Schönen Aussicht von Ödön von Horvath / Schlosstheater Celle
- 2019: Mutter Courage und ihre Kinder von Bertolt Brecht / Theater für Niedersachsen
- 2020: Hedda Gabler von Henrik Ibsen / Theater Freiburg
- 2022: Peer Gynt von Henrik Ibsen / Theater Hof
- 2022: Kochen mit Elvis von Lee Hall / Theater Chemnitz
- 2023 Was ihr wollt von William Shakespeare / Theater Freiburg
- 2023 Shakespeare In Love von Lee Hall / Drehbuch Marc Norman, Tom Stoppard / Theater Baden Baden (Openair)

## Auszeichnungen
- 2011: Inthega-Preis Neuberin 2011 für Verbrennungen (von Wajdi Mouawad)[2]